# Török Zsolt (hegymászó)
Török Zsolt (Arad, 1973. szeptember 29. – Negoj-csúcs, 2019. augusztus 14–17.) erdélyi magyar sportoló, az egyik legeredményesebb romániai hegymászó. Szakmáját tekintve fogtechnikus.

## Életútja, munkássága
"A hegymászás az önmagad örökös újra felfedezése", egyfajta "aktív meditáció" - vallotta Török Zsolt.
Első példaképe a hegymászásban nagybátyja volt, Ilisie Dezső, az aradi hegymászó klub tagja, és már 16 éves korában eldöntötte, hogy erre a pályára fog lépni. Már ifjúkorban több mászóhoz csatlakozott tapasztalatszerzés céljából. Életművészetnek tartotta ezt a hivatást, amely egy egész életet képes szimbolizálni: tartalmaz lineáris szakaszokat, óriási eredményeket és egyben jókora zuhanásokat illetve veszélyeket is. A hegymászáshoz szerinte a több készség szükséges, mint az összes hegyi sporthoz összesen. Nélkülözhetetlen a jó tervezői képesség, csapatszellem, vezetői készség, kiváló emberismeret és józanság. Szüleivel járta először a Retyezát-hegységet, első hegymászói élménye pedig a Kék Repedés nevű mászóút volt 20 éves korban. Bejárta a Bucsecs-hegységet, Fogarasi-havasokat, Tordai-hasadékot, majd a Kárpátok megismerése után sorra következtek az Alpok kiemelkedő falai: Eiger, Matterhorn, Grand Jorasses. Részt vett a "Nagy Falak Maratonja" nevű sportmászásban, ami után kezdett el expedíciókat vezetni a Himalájára. Több próbálkozás után az első célba ért expedíció végül a Nanga Parbat-csúcsra jutott el. A költségeket szponzoroktól gyűjtötte össze, az expedíciókról írásokat jelentetett meg illetve előadásokat tartott főként Romániában, de Erőss Zsolt halála után Magyarországon is kezdett ismertté válni. Munkásságát felesége is nagyban segítette, hazatérésekkor pedig mindegyre két gyermeke lebegett szeme előtt.
2019. augusztus közepén a Fogarasokban, a Negoj-csúcson túrázott, ahol halálos baleset érte. A keresésére indulók augusztus 17-én bejelentették be, hogy holttestét egy szakadékban találták meg.

## Expedíciói és kitüntetései
2007-től kezdődően számos kimagasló kitüntetést vett át Arad városától, a Román Alpinista Szövetségtől illetve a Román Alpin Klubtól. Több évben is elnyerte az Év sportolója díjat.
2013-ban vezette azt a romániai expedíciót, amely a 8125 m magas Nanga Parbat-csúcsot hódította meg, és amely máig a romániai alpinizmus legnagyobb teljesítménye.
Egyik legismertebb expedíciója viszont a Mount Everest szomszédságában lévő, 7161 m magas Pumori-csúcs megmászása két társával, Romeo Popával és Teofil Vladdal, 2018 októberében, amelyért a Román Védelmi Minisztérium kitüntetését vehette át Mihai Fifor akkori védelmi minisztertől.
A nemzeti érdemrend lovagi fokozatával Klaus Johannis államfő tüntette ki posztumusz a román sport fejlődéséhez tett hozzájárulásáért.